# Sancta Lilias
«Sancta Lilias» — картина английского художника-прерафаэлита Данте Габриэля Россетти, созданная в 1874 году. В настоящее время картина находится в галерее Тейт.
«Sancta Lilias» является ранней незаконченной версией картины «Блаженная дева». Картина создавалась в качестве иллюстрации собственного сонета Россетти 1850 года (впоследствии таковой стала «Блаженная дева»). По сюжету стихотворения погибшая девушка смотрит на своего возлюбленного с небес.
Россетти начал работать над картиной в 1873 году, но написав голову, он обрезал холст до текущего размера. Ирисы в руке девушки и позолоченный фон были добавлены позже. В мифологии ирисы были символом богини радуги, связывающей мостом землю и небо; на картине они могли символизировать такую связь между художником и его погибшей супругой Элизабет Сиддал. Незаконченные части картины в противовес тщательно выписанному лицу и волосам, позолоченный фон и одежда девушки предают картине иконический эффект и некоторое сходство с византийской живописью.
Россетти подарил картину своему патрону Уильяму Кауперу-Темплу и его супруге в качестве благодарности за гостеприимство во время визита художника в их имение. В 1909 году их приёмная дочь передала картину Галерее Тейт.